# 16444 Godefroy
16444 Godefroy este o planetă minoră (asteroid), cu un diametru de 3,344 km, din centura de asteroizi. A fost descoperită pe 3 aprilie 1989 la Observatorul European Austral de Eric Walter Elst și a fost numită după Godefroy Wendelin⁠(d). 
Obiectul prezintă o orbită caracterizată de o semiaxă mare de 2,2346496 UAi, o excentricitate de 0,19, o înclinație de 5,43235 ° în raport cu ecliptica.